# Kaputan
Kaputan (in armeno Կապուտան) è un comune dell'Armenia di 1 317 abitanti (2008) della provincia di Kotayk'.